# 신영수 (1951년)
신영수(申榮洙, 1951년 12월 24일 ~ )는 제18대 국회의원을 지낸 대한민국 정치인이다.

## 약력
- 1951년 12월 24일 충청북도 영동군 출생
- 1964년 서울재동국민학교 졸업
- 1967년 경기중학교 졸업
- 1970년 경기고등학교 졸업
- 1974년 서울대학교 법과대학 행정학과 학사
- 1985년 건국대학교 행정대학원 부동산학과 행정학 석사
- 2004년 경원대학교 법학과 부동산법 박사과정

## 경력
- 현대건설(주) 종합기획실/개발사업부(서산간척사업, 대산석유화학단지)
- 명지대, 신구대 강사
- 문화일보 기획관리국장/문화사업국장
- 현대건설(주) 건축사업본부 상무(재개발,재건축)
- 성남YMCA 시민회 회장
- 남한산성 백중제 후원회장
- 국선도세계연맹 사무총장
- 학교법인 이우학교 이사
- 성남시 충청향우회 회장
- 성남시 시민화합협의회 회장
- 성남시재개발 및 서울공항 범시민대책위원회 상임대표
- 성남발전연합 상임대표
- (사)정을심는복지회 이사장
- (사)성남시사회복지협의회 고문
- (사)성남시사회복지사협회 고문
- (사)한국사회복지 미래경영협회 부회장
- (천주교)한마음 운동본부 상임위원
- (사)신사회공동선운동연합 사무총장
- (사)국선도법연구회 감사
- (사)한국농악보존협회 성남시지부 이사
- (사)해외동포 책보내기 운동본부 이사
- 범죄예방성남지역협의회 위원
- 충청향우회중앙회 부총재
- 월간 “우리길벗” 편집위원
- 분당 미술제 추진위원회 명예회장
- 경기고등학교 총동창회 이사
- 서울대학교 법과대학 총동창회 부회장
- 대통령취임준비위원회 자문위원

## 의정 활동
- 2008년 5월 ~ 2012년 5월 제18대 한나라당 국회의원(경기 성남시 수정구)
- 전 국회 국토해양위원회 위원
- 한 · 중 친선협회 지도위원
- 산업현장대책단 미분양대책 소위원장
- 한나라당 국제위원회 위원
- 한나라당 새만금특별위원회 위원
- 한나라당 경기도당 상임부위원장
- 18대 후반기 국회 환경노동위원회 위원 겸 한나라당 간사
- 한나라당 대외협력위원장
- 2010~2011 한나라당 제7정책조정위원장

## 저서
- 성남시 현실과 시민의식(1990)
- 부동산공법사례해설집(1988)
- 한발 더 다가서기(2012)

## 역대 선거 결과
|  | 38.70% |

|  | 40.23% |

|  | 44.04% |

## 같이 보기
- 성남시 수정구 (선거구)
- 성남시 수정구의 국회의원